# Yunnantettix bannaensis
Yunnantettix bannaensis är en insektsart som beskrevs av Zheng, Z. 1995. Yunnantettix bannaensis ingår i släktet Yunnantettix och familjen torngräshoppor. Inga underarter finns listade i Catalogue of Life.